# Lázsiás
A lázsiás népi ékszer, melyet főleg a Dunamentén készítettek és viseltek.
A lakodalmakon a menyasszonytánc során rostába, tányérba összegyűjtött ezüst pénzeket a parasztoknak dolgozó ötvösmesterek körülcifrázták, színes üvegkövekkel kirakták és felfűzésre alkalmassá tették. A pénzérméket sokszor gyönggyel keverve fűzték szalagra vagy zsinórra. A felfűzés után elkészült ékszer neve a lázsiás, melyet később a lányok eladósorba kerülésükkor hordhattak először.